# Kinderkrankheit (Technik)
| Hier fehlt eine Grafik, die leider im Moment aus technischen Gründen nicht angezeigt werden kann. Wir arbeiten daran!                                        |
| Ausfallverteilung: Nach Behebung der Kinderkrankheiten funktioniert das Produkt zuverlässig. Mit zunehmendem Alter nimmt die Störungsanfälligkeit wieder zu. |

Unter Kinderkrankheiten in der Technik versteht man Unzulänglichkeiten des Produktes zu Beginn der Produktionsphase, die nach und nach behoben werden. Besonders bei komplexen Produkten können bei längerem Gebrauch unerwartete Probleme auftauchen. Kinderkrankheiten sind nur kleinere Produktfehler, die dem Anwender auffallen, aber nicht wesentliche Konstruktionsfehler, die eine komplette Neuentwicklung notwendig machen würden.

## Beispiele
- Beim Infotainmentsystem des VW ID.3 wurden die wenig intuitive Bedienung, Abstürze und teilweise noch nicht implementierte Funktionen als Kinderkrankheiten bekannt.[1]
- Die Triebwagen der Reihe ZT 4.2 der Stuttgarter Straßenbahnen konnten wegen Türstörungen nicht wie geplant in Dienst gestellt werden.[2]
- Vor der Einführung des Swisspasses geriet der ungenügende Datenschutz der Kundenkarte in Kritik.[3]
- Nach der Behebung der schwerwiegenden Kinderkrankheiten der Ae 6/6 gehörten die „Gotthardlokomotiven“ zu den erfolgreichsten Triebfahrzeugen der Schweizerischen Bundesbahnen.[4]